# 닉 매슈

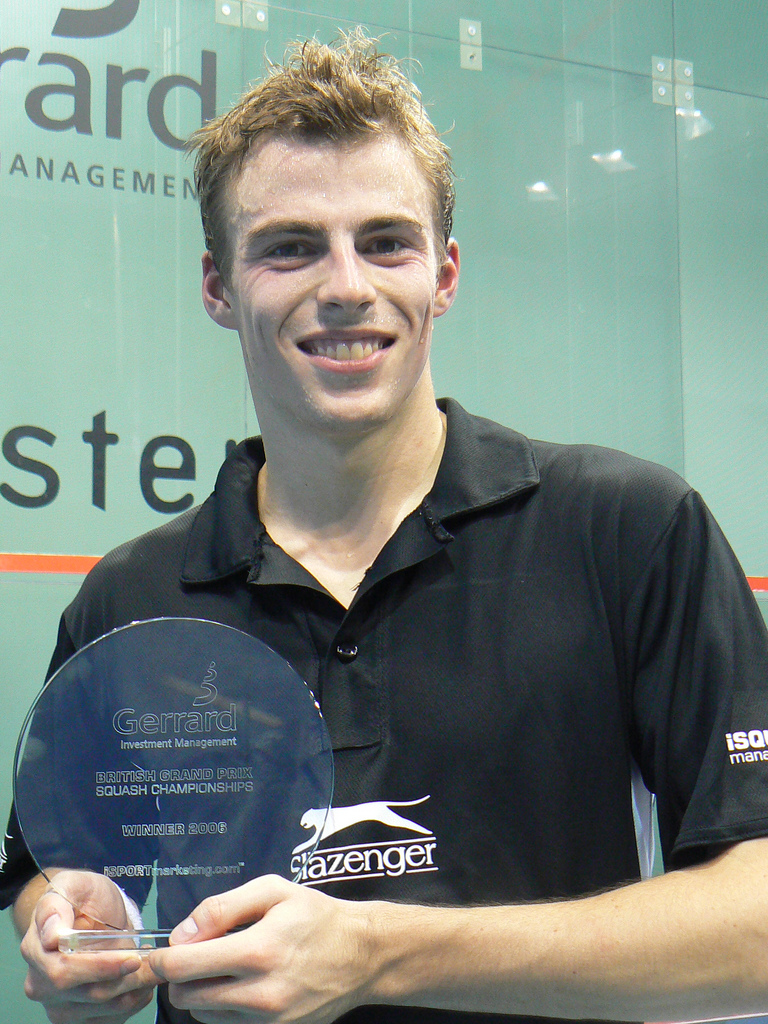

닉 매슈(Nicholas "Nick" Matthew, OBE, 1980년 7월 25일 ~ )는 잉글랜드의 프로 스쿼시 선수이다. 스쿼시에서 가장 권위있는 두 대회로 여겨지는 브리티시 오픈과 월드 오픈에서 각각 3회씩 우승했다. 2010년 6월 생애 첫 세계 랭킹 1위에 올랐다. 그의 홈 클럽은 셰필드에 위치한 할람셔 테니스 앤 스쿼시 클럽이며, 이 클럽은 스쿼시 코트에 그의 이름을 붙여 The Nick Matthew Showcourt를 만들었다.

## 선수 경력
닉 매슈는 뛰어난 주니어 선수로 처음 세계의 주목을 받게 되었다. 그는 1999년 브리티시 오픈 19세미만 부문 챔피언이었으며, 1998년 세계 주니어 선수권 대회 4강 진출자였고, 1998년 세계 주니어 팀 타이틀을 차지한 영국대표팀 선수였고, 1999년 유럽 주니어 팀 선수권 대회 당시 우승한 영국 팀의 주장이었다. 그는 1998년 처음으로 프로 투어에 출전했다.
매슈는 2005년 세계 팀 선수권 대회와 2004년과 2005년 유럽 팀 선수권 대회에서 우승한 영국 대표팀의 일원이었다.
2006년에 매슈는 국내파 영국인 선수로서는 1939년 이후 처음으로 브리티시 오픈 남자 타이틀을 거머쥔 선수가 되었다. 결승전에서, 프랑스의 티에리 랭쿠를 맞아 그는 마지막 5번째 게임에서 0-4의 스코어를 극복하고, 11-8, 5-11, 11-4, 9-11, 11-6의 스코어로 승리하였다. 그는 또한 2006년 브리티시 내셔널 선수권 대회에서 리 비칠을 11-9, 6-11, 11-9, 10-12, 12-10으로 물리치며 우승을 차지했다.
2007년에 매슈는 제임스 윌스트롭을 11-7, 11-4, 11-7로 물리치고 US 오픈 타이틀을 획득하였다.

## 서훈
- 2015년 대영 제국 훈장 4등급(OBE) 수훈[1]

## 같이 보기
- 스쿼시 선수 목록